# Березина (приток Немана)
Березина́ или Западная Березина (бел. Бярэ́зіна, Захо́дняя Бярэ́зіна) — река в Беларуси, правый приток Немана. Начинается около деревни Бортники Молодечненского района Минской области, протекает по территории Воложинского района Минской области, Сморгонского, Ивьевского и Новогрудского районов Гродненской области. Длина реки 226 км, площадь водосбора 4 тыс. км². Верхняя и средняя части водосбора расположены на склонах Ошмянской гряды и Минской возвышенности, низовье простирается по Верхненеманской низменности.
В среднем течении реки Саковщинское водохранилище, функционирует гидроэлектростанция.

## Бассейн
Водораздел хорошо выражен, имеет плавные очертания, на севере отделяет бассейн Вилии, на востоке — водосборы Свислочи и Птичи. Общая протяжённость водораздельной линии около 310 км. Верхняя и средняя части водосбора характеризуются мелкохолмистым рельефом, нижняя представляет собой плоскую заболоченную равнину. Лесными массивами занято 30 % площади водосбора, наибольшей лесистостью отличается нижняя часть водосбора (Налибокская пуща). В составе леса преобладающими являются хвойные породы, чаще всего сосна.
Значительных озёр в бассейне нет (озерность <1 %). На водосборе проводились мелиоративные работы, в результате которых 16,1 % площади бассейна мелиорировано (2006 год), протяжённость открытой осушительной сети составляет 2365 км, большинство притоков канализировано.

## Строение долины
Долина выраженная, ширина в верхней части от 0,5 до 3 км, ниже 3—4 км. Пойма низкая, осушенная, местами холмистая, ширина в верховье 200—500 метров, на остальных участках от 300 метров до 3 км. Русло реки сильноизвилистое, ширина реки в межень в верховье 5—20 метров, в среднем и нижнем течении 20—35 метров, вблизи устья до 50 метров. Общее падение 172 м, средний наклон водной поверхности 0,8 ‰.

## Водный режим
На весенне-летний период приходится 42 %, летне-осенний — 38, зимний — 20 % годового стока. Наивысший уровень паводка в верхнем и среднем течении — в конце марта, в нижнем — в начале апреля, средняя высота над меженью от 1,4 до 3,4 м, наибольшая — до 4,6 м. Замерзает во 2-й половине декабря, ледоход — в середине марта. Среднегодовой расход воды в устье 30 м³/с.

## Основные притоки
Правые притоки:
- Цветень (длина 14 км)
- Кревлянка (длина 20 км)
- Гольшанка (длина 60 км)
- Черница (длина 20 км)
- Чапунька (длина 38 км)

Левые притоки:
- Ислочь (длина 102 км)
- Волка (длина 36 км)

## Использование

### Гидроэнергетика
Саковщинская гидроэлектростанция, мощностью 120 кВт, введена в эксплуатацию в 1955 году, в 1970-х годах заброшена. В 2007—2008 годах была произведена реконструкция ГЭС, после чего её мощность составила 225 кВт. Ежегодная выработка электроэнергии 990 тыс. кВт·часов.

### Рыболовство
В реке обычны щука, окунь, плотва, елец, язь, голавль и краснопёрка, в верховьях есть форель. В Саковщинском водохранилище водятся крупные щука и окунь, обыкновенная плотва, елец, краснопёрка, запущен карп. Среди рыболовов популярна ловля окуня зимой и летом — карпа. Ниже водохранилища встречаются язь, головль, густера.

### Туризм и отдых
В 12 километрах на юг от города Молодечно зона отдыха «Борок». Река пригодна для водных походов на байдарках. В прошлом, в период высокой воды, в нижнем течении было развито местное судоходство.